# Kontinente in Bewegung
Kontinente in Bewegung (Originaltitel La Valse des Continents) ist eine französische Dokumentationsserie, die in allgemeinverständlicher Form jeweils am Beispiel eines Kontinents die verschiedenen Abschnitte der Erdgeschichte und die geologischen Prozesse behandelt, die bei der Formung des betreffenden Kontinents wirkten.

## Episoden

### Erste Staffel
1 Von den Anfängen Europas (Aux origines de l'Europe)
2 Europa heute (L'Europe d'aujourd'hui)
3 Ozeanien (L'Océanie, terre du pacifique)
4 Von den Anfängen Asiens (Aux origines de l'Asie)
5 Asien heute (L'Asie d'aujourd'hui)

### Zweite Staffel
6 Nordamerika (L'Amérique du Nord)
7 Zentralamerika (L'Amérique Centrale)
8 Südamerika (L'Amérique du Sud)
9 Von den Anfängen Afrikas (Aux origines de l'Afrique)
10 Afrika heute (L'Afrique d'aujourd'hui)